# Nový hřbitov Mühlau
Nový hřbitov Mühlau je hřbitov v Innsbrucku ve čtvrti Mühlau, který je proslulý především jako místo posledního odpočinku George Trakla a dalších básníků. Památkově chráněný hřbitov je pod obecní správou.
Původní hřbitov vesnice Mühlau, do roku 1938 samostatné, se nachází kolem farního kostela nad centrem města. V letech 1914/1915 bylo rozhodnuto o vybudování nového hřbitova, který byl otevřen v roce 1926. V roce 1986 byl hřbitov, který byl už příliš malý, rozšířen o 4 000 m² s místem pro 1842 hrobů. Aby bylo možné vyhovět budoucím rozšířením, město zakoupilo celkem téměř 10 000 m² pozemků.
Hřbitov, postavený podle plánů Wilhelma Stiglera, se nachází na svahu kopce Scheibenbichlu naproti farnímu kostelu a starému hřbitovu na druhé straně Mühlauského potoka. Je obklopen zdí pokrytou dřevěným šindelem a má vchody od západu a jihozápadu s klenutými vraty, které vznikly kolem roku 1926. Původní plocha je hustě osazená stromy a rozdělena na 18 hrobových polí. Rozšíření z roku 1986 je připojeno na severu, východní polovina je navržena jako plocha pro urny. Na severním konci centrální cesty je kříž vytvořený Hansem Pontillerem.
Na severozápadním rohu staré části hřbitova stojí hřbitovní kaple postavená v roce 1926 spolu s obřadním sálem a administrativní budovou. Komplex, který je členěn podle účelu jednotlivých místností, je pokryt dřevěným šindelem; v jihovýchodním rohu je věž se špičatou střechou.

## Pohřbení
- Anna Maria Achenrainer (1909–1972), básnířka
- Carl Dallago (1869–1949), spisovatel
- Ernst Degn (1904–1990), malíř
- Gerhild Diesner (1915–1995), malířka
- Theodor Paul Erismann (1882–1961), psycholog
- Ludwig von Ficker (1880–1967), spisovatel
- Leo von Hibler (1884–1956), anglista
- Hermann Keyserling (1880–1946), filozof
- Wilfried Kirschl (1930–2010), malíř
- Josef Leitgeb (1897–1952), spisovatel
- Joseph Georg Oberkofler (1889–1962), právník a lyrik
- Georg Trakl (1887–1914), básník